# Igrzyska Panamerykańskie 1999
XIII Igrzyska Panamerykańskie odbyły się w Winnipeg w środkowej Kanadzie w dniach 23 lipca – 8 sierpnia 1999 r. W zawodach udział wzięło 5275 sportowców z 42 państw. Sportowcy rywalizowali w 330 konkurencjach w 35 sportach. Najwięcej medali zdobyli reprezentanci USA – 296.

## Państwa uczestniczące w igrzyskach
| - Argentyna - Antigua i Barbuda - Antyle Holenderskie - Aruba - Bahamy - Barbados - Belize - Bermudy - Boliwia - Brazylia - Brytyjskie Wyspy Dziewicze - Chile - Dominika - Dominikana | - Ekwador - Grenada - Gujana - Gwatemala - Haiti - Honduras - Jamajka - Kajmany - Kanada - Kolumbia - Kostaryka - Kuba - Meksyk - Nikaragua | - Panama - Paragwaj - Peru - Portoryko - Saint Kitts i Nevis - Saint Lucia - Saint Vincent i Grenadyny - Salwador - Stany Zjednoczone - Surinam - Trynidad i Tobago - Urugwaj - Wenezuela - Wyspy Dziewicze Stanów Zjednoczonych |

## Dyscypliny i rezultaty
| - Badminton (szczegóły) - Baseball (szczegóły) - Boks (szczegóły) - Gimnastyka artystyczna (szczegóły) - Gimnastyka sportowa (szczegóły) - Hokej na trawie (szczegóły) - Jeździectwo (szczegóły) - Judo (szczegóły) - Karate (szczegóły) - Kajakarstwo (szczegóły) - Kolarstwo (szczegóły) - Koszykówka (szczegóły) - Kręgle (szczegóły) - Lekkoatletyka (szczegóły) - Łucznictwo (szczegóły) - Narciarstwo wodne (szczegóły) - Pięciobój nowoczesny (szczegóły) - Piłka nożna (szczegóły) - Piłka ręczna (szczegóły) | - Piłka siatkowa (szczegóły) - Pływanie (szczegóły) - Pływanie synchroniczne (szczegóły) - Podnoszenie ciężarów (szczegóły) - Racquetball (szczegóły) - Siatkówka plażowa (szczegóły) - Skoki do wody (szczegóły) - Softball (szczegóły) - Squash (szczegóły) - Strzelectwo (szczegóły) - Szermierka (szczegóły) - Taekwondo (szczegóły) - Tenis ziemny (szczegóły) - Tenis stołowy (szczegóły) - Triathlon (szczegóły) - Wioślarstwo (szczegóły) - Wrotkarstwo (szczegóły) - Zapasy (szczegóły) - Żeglarstwo (szczegóły) |

## Tabela medalowa
| Miejsce | Kraj                | Złoto | Srebro | Brąz | Razem |
| 1       | Stany Zjednoczone   | 110   | 106    | 80   | 296   |
| 2       | Kuba                | 69    | 39     | 47   | 155   |
| 3       | Kanada              | 64    | 52     | 80   | 196   |
| 4       | Brazylia            | 25    | 32     | 44   | 101   |
| 5       | Argentyna           | 25    | 19     | 27   | 72    |
| 6       | Meksyk              | 11    | 16     | 30   | 57    |
| 7       | Kolumbia            | 7     | 17     | 18   | 42    |
| 8       | Wenezuela           | 7     | 16     | 17   | 40    |
| 9       | Jamajka             | 3     | 4      | 6    | 13    |
| 10      | Gwatemala           | 2     | 1      | 1    | 4     |
| 11      | Bahamy              | 2     | 0      | 1    | 3     |
| 12      | Portoryko           | 1     | 3      | 8    | 12    |
| 13      | Chile               | 1     | 4      | 7    | 12    |
| 14      | Dominika            | 1     | 3      | 6    | 10    |
| 15      | Ekwador             | 1     | 2      | 5    | 8     |
| 16      | Bermudy             | 1     | 2      | 0    | 3     |
| 17      | Surinam             | 1     | 0      | 1    | 2     |
| 18      | Antyle Holenderskie | 1     | 0      | 0    | 1     |
| 19      | Peru                | 0     | 2      | 6    | 8     |
| 20      | Urugwaj             | 0     | 1      | 3    | 4     |
| 21      | Barbados            | 0     | 1      | 1    | 2     |
| 21      | Panama              | 0     | 1      | 1    | 2     |
| 23      | Honduras            | 0     | 1      | 0    | 1     |
| 23      | Kajmany             | 0     | 1      | 0    | 1     |
| 25      | Kostaryka           | 0     | 0      | 1    | 1     |
| 25      | Panama              | 0     | 0      | 1    | 1     |
| 25      | Trynidad i Tobago   | 0     | 0      | 1    | 1     |